# Dôme de Pramecou
Le dôme de Pramecou est un sommet de France situé en Savoie, dans le massif de la Vanoise, au pied de la Grande Motte et de son glacier au sud et dominant la station de sports d'hiver de Tignes au nord.

## Géographie
Son sommet qui culmine à 3 081 mètres d'altitude était recouvert par le glacier de Pramecou qui s'est rétracté sur les flancs de la montagne. Le dôme est entouré au nord-ouest par la pointe de Pramecou, la crête des Vés et l'aiguille Noire de Pramecou, au sud par le col de Pramecou et le lac de Rosolin ainsi que le glacier de la Grande Motte sur l'ubac de la Grande Motte. La montagne est constituée de plis sub-horizontaux de terrains calcaires marbreux faiblement faillés datant du Jurassique supérieur, limite septentrionale de la nappe de la Grande Motte en contact avec la nappe de Tignes caractérisée par ses terrains gypseux.
Le sommet du dôme voit passer la limite communale entre Champagny-en-Vanoise et Tignes ainsi que la limite de la zone cœur du parc national de la Vanoise à l'ouest et celle de la réserve naturelle nationale de Tignes-Champagny au sud-est.

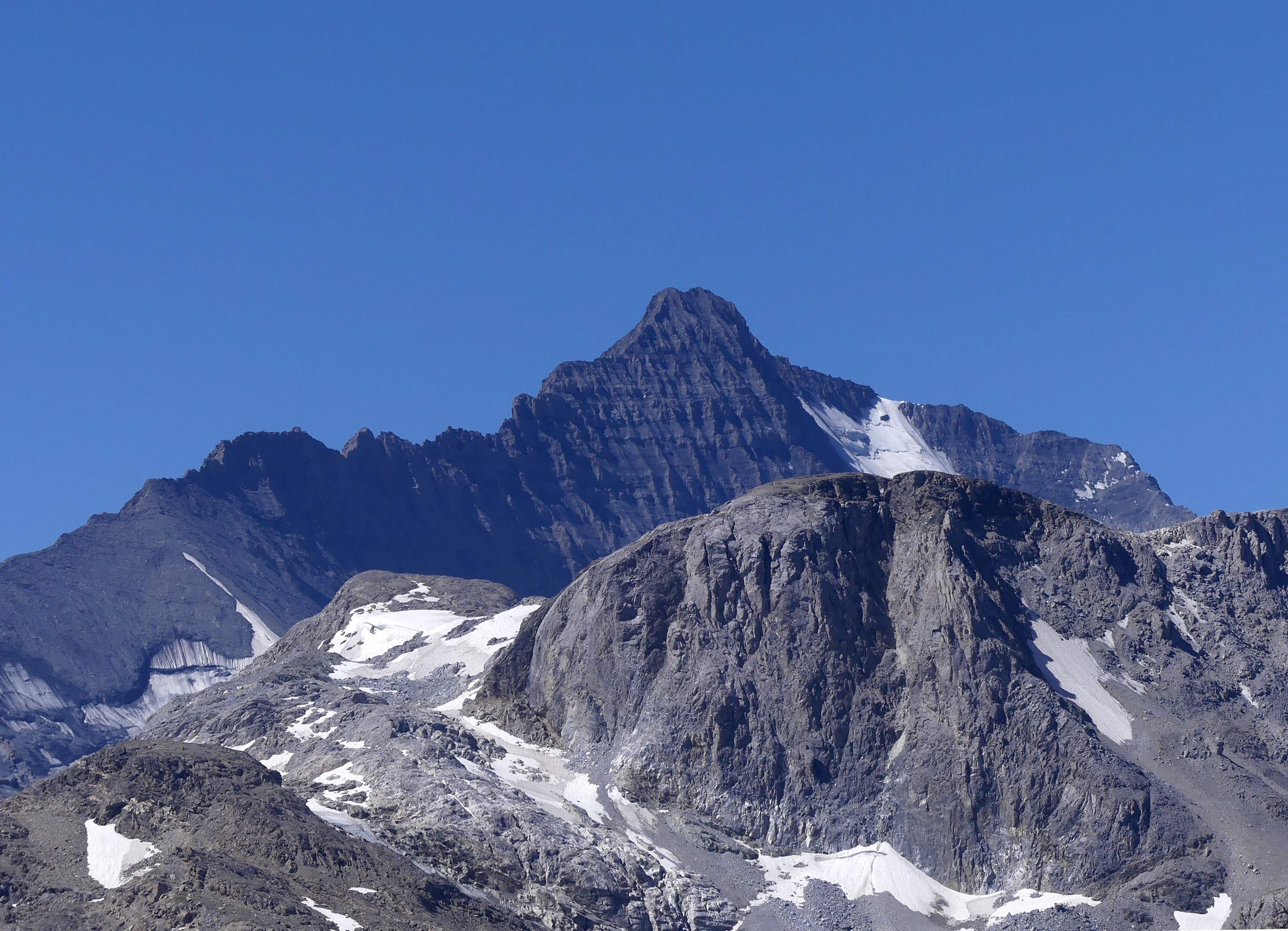
Vue depuis la Tovière au nord-est de la Grande Casse avec au premier plan le dôme de Pramecou.